# Bälinge (commune de Luleå)
Pour les articles homonymes, voir Bälinge.
Bälinge est une localité de la commune de Luleå dans le comté de Norrbotten en Suède.
Sa population était de 302 habitants en 2019.